# Бабіратка
Бабіратка (Babirátka) — печера; пам'ятка природи в Словаччині; розташовується в окрузі Поважська Бистриця — біля села Пружина. Охоронна територія заснована 1994 року..